# Нові Чепкаси
Нові Чепка́си (рос. Новые Чепкасы, чув. Çĕнĕ Чаткас) — присілок у складі Батиревського району Чувашії, Росія. Входить до складу Кзил-Чишминського сільського поселення.
Населення — 19 осіб (2010; 31 у 2002).
Національний склад:
- татари — 100 %